# Dorfkirche Eggersdorf (Petershagen/Eggersdorf)

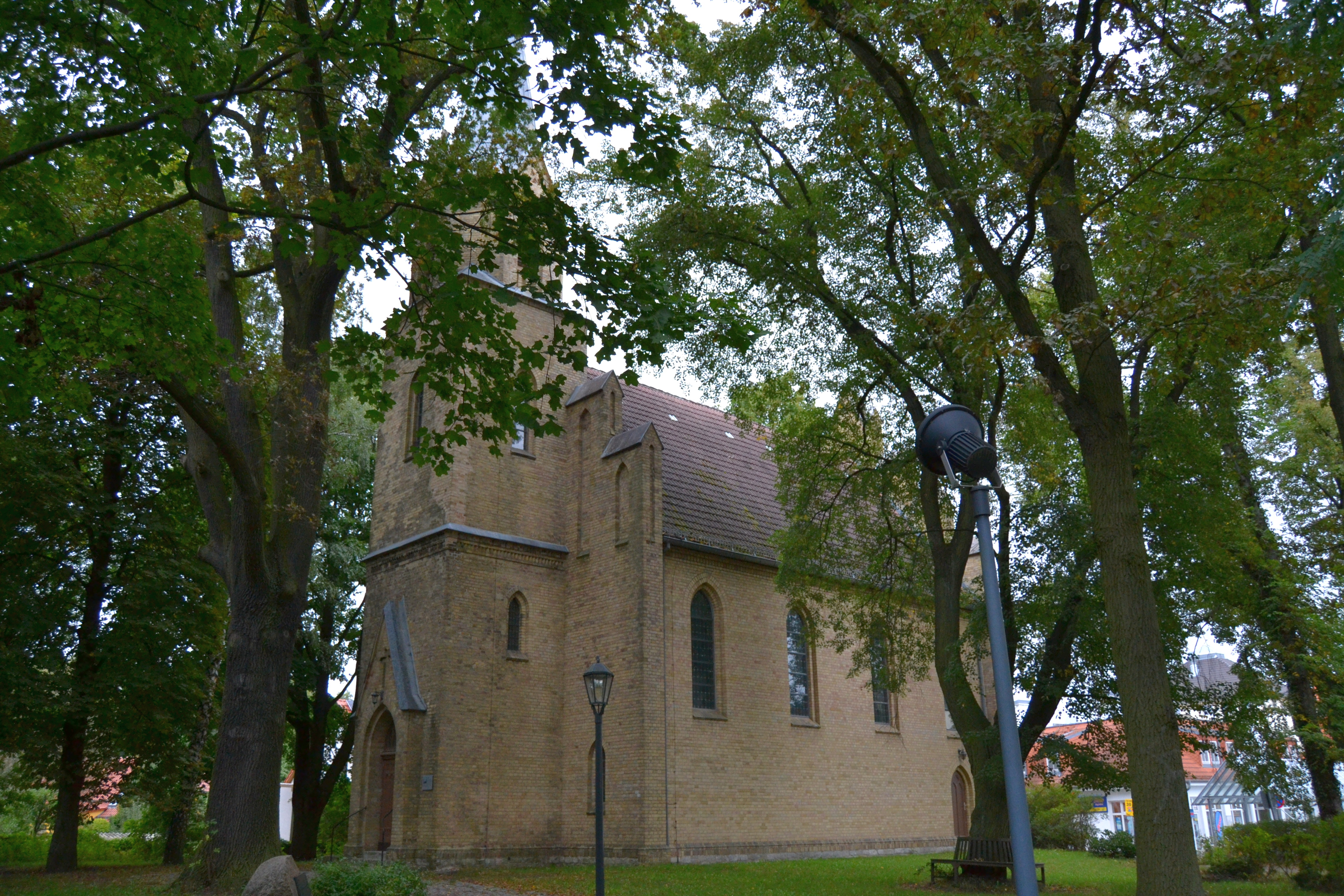
Dorfkirche Eggersdorf

Die evangelische Dorfkirche Eggersdorf ist eine neogotische Saalkirche in Eggersdorf, einem Ortsteil der Gemeinde Petershagen/Eggersdorf im Landkreis Märkisch-Oderland im Land Brandenburg. Die Kirchengemeinde gehört zum Kirchenkreis Lichtenberg-Oberspree der Evangelischen Kirche Berlin-Brandenburg-schlesische Oberlausitz.

## Lage
Durch den Ort führt von Westen kommend die Landsberger Straße auf das historische Ortszentrum zu. Dort führt sie als Wilhelmstraße und Mühlenstraße U-förmig um die Bebauung herum. In nordöstlicher Richtung zweigt die Karl-Marx-Straße von der Mühlenstraße ab. An dieser Kreuzung steht das Bauwerk auf einem nördlich und höher gelegenen Grundstück, das mit einer kurz geschnittenen Hecke eingefriedet ist.

## Geschichte
Ein Vorgängerbau bestand vermutlich bereits im Jahr 1708, als ein Kirchenpatronat an die preußische Regierung übertragen wurde. Die Kirchengemeinde vermutet, dass in dem Ort zu dieser Zeit bereits eine Pfarrei eingerichtet war. Der Sakralbau dürfte wohl nur aus einem schlichten hölzernen Bauwerk bestanden haben. Dieses wurde 1766 durch ein Gebäude aus Fachwerk mit einem Turmaufsatz und einer Glocke ersetzt. Bei einem Brand am 14. Dezember 1865 zerstörte ein Feuer die Kirche. Daraufhin errichtete der Königliche Bauinspektor A. Bürckner in den Jahren 1869 und 1870 einen neuen Bau aus Mauersteinen im Stil von Friedrich August Stüler. Die Kirchweihe fand am 5. Dezember 1870 statt. Zu diesem Zeitpunkt stand noch keine Orgel in dem Bauwerk. Diese konnte erst 1890 aus der Dorfkirche Friedrichsfelde beschafft werden. 1905 stellten Experten fest, dass die verbauten Mauersteine eine mangelhafte Qualität aufwiesen. Infolgedessen mussten Handwerker den Turmhelm einschließlich des darunter befindlichen Mauerwerks abtragen und neu errichten. 1937 wurde eine neue Orgel von Alexander Schuke aus Potsdam eingeweiht. 
Im Zweiten Weltkrieg wurde auch die Kirche stark beschädigt, die Fenster fast vollständig zerstört. Die Kirchengemeinde nahm von 1947 bis 1954 eine Notverglasung vor, die 1957 durch einen Berliner Fensterbauer ersetzt wurde. In den Jahren 1962 und 1963 erfolgten umfangreiche Sanierungsarbeiten, die mit einer Neugestaltung der Kirche einhergingen. Handwerker entfernten die bisherige Kirchenausstattung mit Altar, Kanzel, Fünte und die längsseitigen Emporen und ersetzten sie durch eine Ausstattung aus Beton und Holz. Das Dach des Kirchenschiffs wurde mit Biberschwanz neu eingedeckt. Zu den Änderungen kam 1973 eine neue Orgel, die ebenfalls die Firma Schuke aus Potsdam aufbaute. Sie besitzt zehn Register auf zwei Manualen und Pedal. 1976 waren Sanierungsarbeiten am Dachstuhl sowie im Innenraum der Apsis erforderlich; 1987 musste das Dach neu eingedeckt werden.
Nach der politischen Wende ließ die Kirchengemeinde in den Jahren 1990 und 1991 eine umfassende Restaurierung des Kirchturms durchführen. Dabei wurden unter anderem die Abdeckungen aus Zink an der Turmkugel und dem Kreuz ersetzt, Steinkreuze ausgebessert und die Glockenaufhängung erneuert. Von 1995 bis 1996 wurden die Sanierungsarbeiten fortgesetzt. Neben einer Reinigung des Kirchenschiffs beinhaltete dies unter anderem einen Schutz der Fundamente gegen aufsteigende Feuchtigkeit, eine Erneuerung der elektrischen Anlage sowie der Fenster. 1998 enthüllte die Kirchengemeinde vor dem Gebäude einen Gedenkstein für die Opfer von Krieg und Gewaltherrschaft. Seit dem Jahr 2000 kann das Bauwerk bei Dunkelheit von außen beleuchtet werden.

## Baubeschreibung

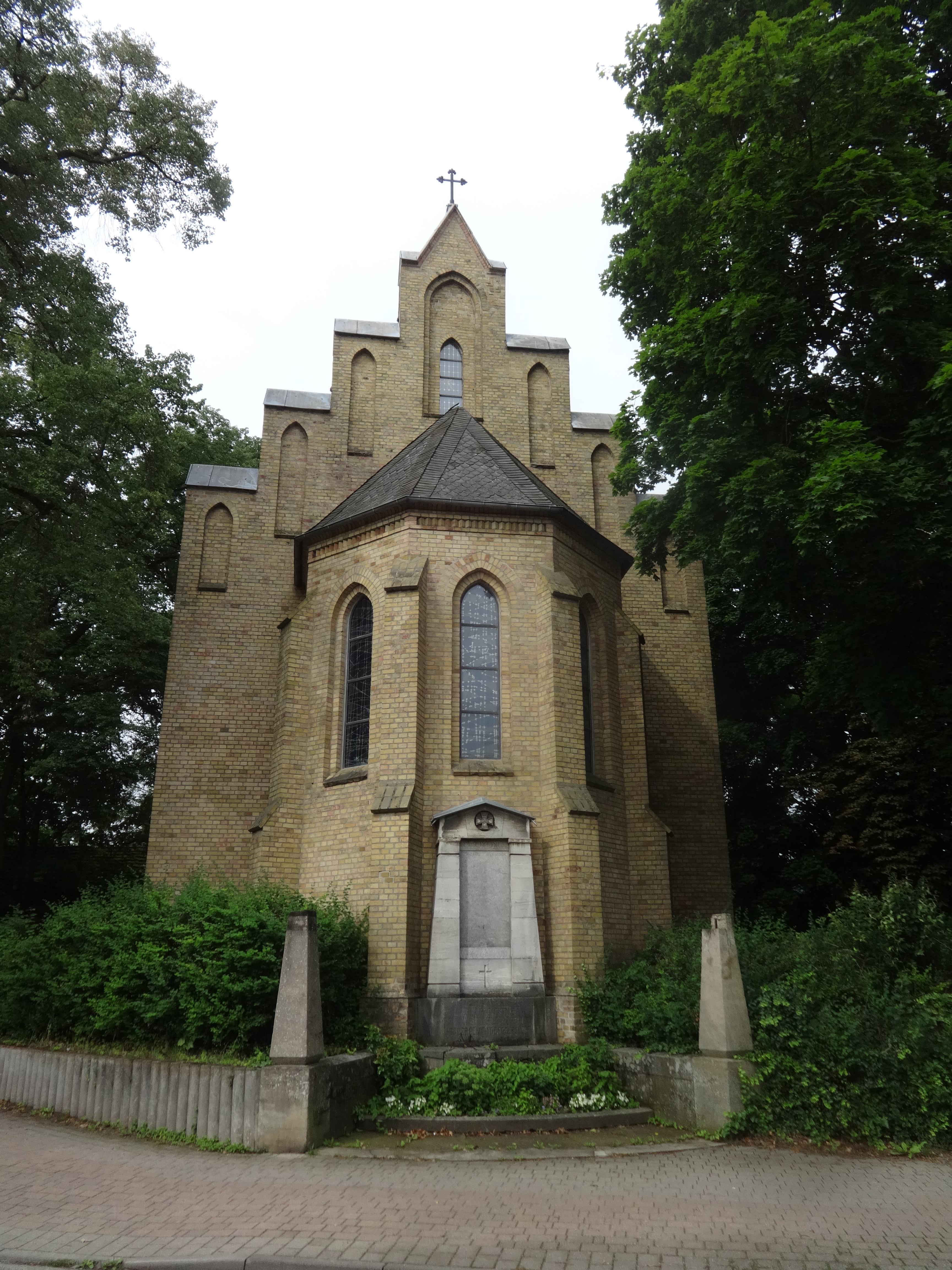
Ansicht von Osten

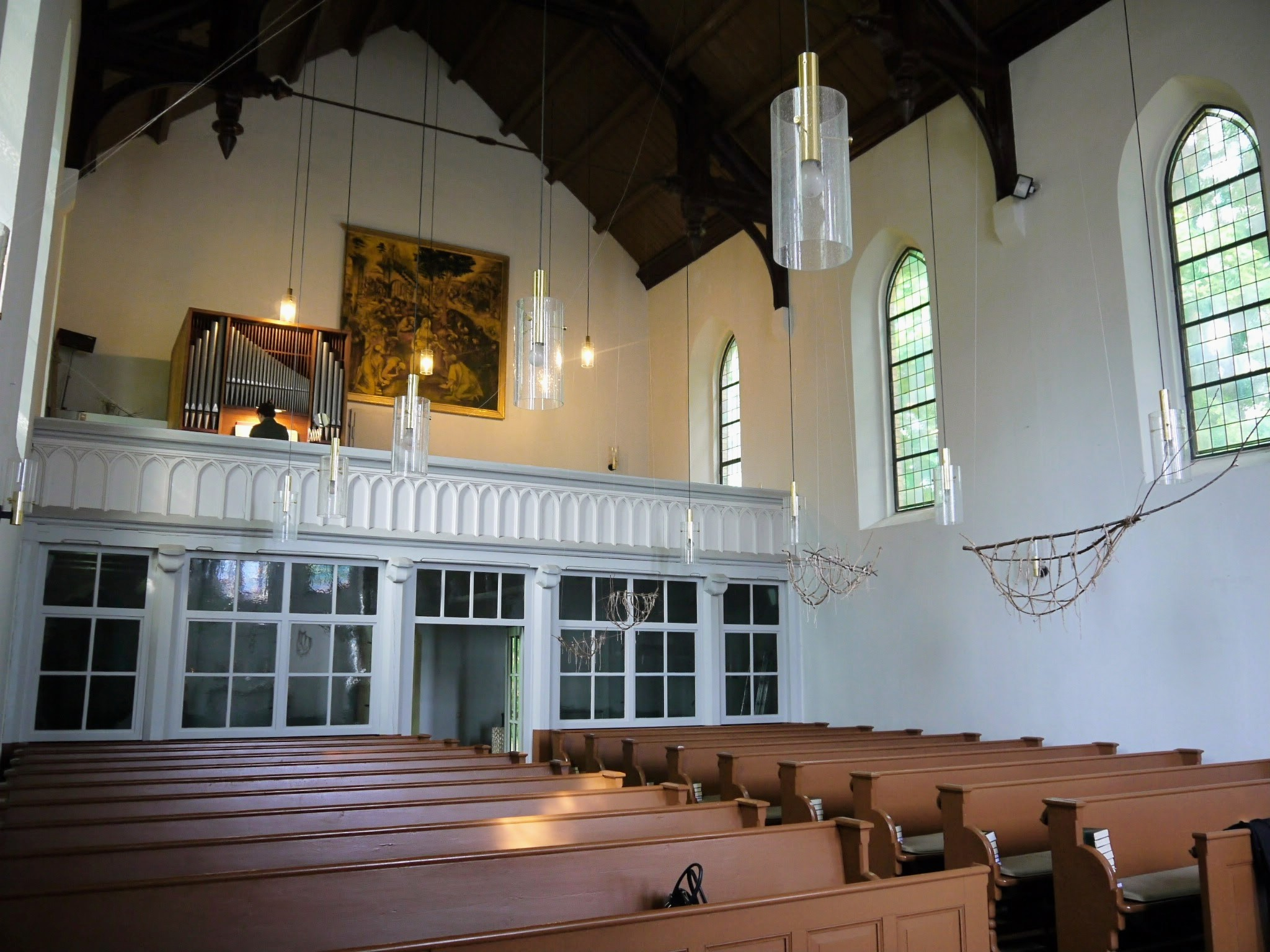
Innenraum, 2018

Das gesamte Bauwerk wurde aus gelblichem Backsteinmauerwerk errichtet. Der Chor ist stark eingezogen und hat einen Fünfachtelschluss. An der östlichen Wand steht ein steinerner Gedenkstein für die Gefallenen aus dem Ersten Weltkrieg, der in Anlehnung an eine Ädikula gestaltet wurde. Darüber ist an den fünf sichtbaren Seiten der Apsis je ein spitzbogenförmiges Fenster zwischen zweifach gestuften Strebepfeilern.
Die östliche Wand des Kirchenschiffs ist geschlossen. Der Giebel ist gestaffelt mit je einer spitzbogenförmigen Blende in den sieben einzelnen Segmenten. Im obersten Segment ist innerhalb der Blende ein kleines Fenster verbaut. Der Giebel schließt mit einem Kreuz ab. An der nördlichen und südlichen Wand sind je vier hochgesetzte und ebenfalls spitzbogenförmige Fenster, die an der Südseite durch ein Portal am östlich gelegenen Fenster ergänzt werden. An der westlichen Wand des Kirchenschiffs sind im unteren Bereich an jeder Seite zwei weitere Fenster sowie im Giebel Blenden.
Daran schließt sich nach Westen hin der quadratische und eingezogene Kirchturm an. Er kann durch ein großes Portal mit darüber befindlichem Mittelrisalit betreten werden. Ein Gesims mit einem Fries trennt das mittlere Geschoss vom unteren Baukörper optisch ab. Dort ist an jeder der drei zugänglichen Seiten ein Fenster, gefolgt vom Turmgeschoss, das aus einem achteckigen Aufsatz besteht, in dem wechselseitig mit einem Fries verzierte Blenden und eine bogenförmige Klangarkade eingelassen sind. Es folgen der geknickte  Turmhelm, der mit Turmkugel und Wetterfahne abschließt.

## Ausstattung
Die Ausstattung stammt aus der letzten Renovierung in den 1960er Jahren und wird auf einer Informationstafel der Gemeinde an der Kirche als „sehr schlicht“ beschrieben.
Südwestlich vor dem Portal liegt ein Findling, der an die Opfer von Krieg und Gewaltherrschaft erinnert.